# 瑞穗町 (屏東市)

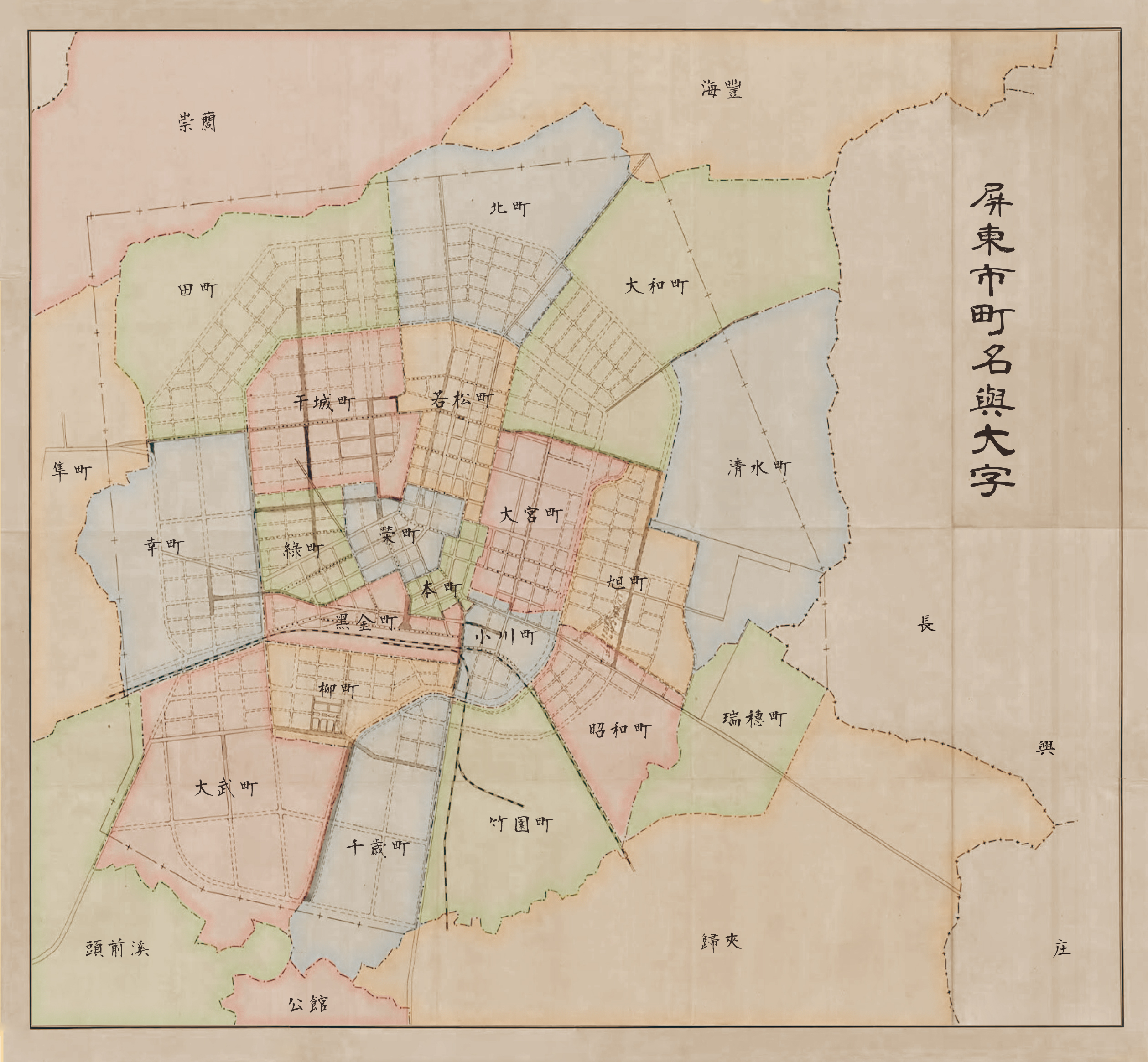
屏東市町名與大字

瑞穗町為屏東市在台灣日治時期的一個行政區，於1939年4月1日設立，為屏東市的21個町之一。
瑞穗町大約是現今地籍香揚段和新屏段東側，約為瑞光里西側和橋南里東側。

## 町內設施
- 高雄州立屏東農業學校（現址為國立屏東大學民生校區）
- 台灣總督府農業試驗所屏東農業試驗支所[2]